# سراج الدين الشيحي
سراج الدين الشيحي مواليد 16 أبريل 1970 في حمام الأنف، تونس، هو لاعب كرة قدم تونسي دولي سابق كان يلعب كلاعب وسط. سبق له أن لعب في كأس العالم لكرة القدم مع منتخب بلاده.

## روابط خارجية
- سراج الدين الشيحي على موقع الاتحاد الدولي (مؤرشف)  (الإنجليزية)
- سراج الدين الشيحي على موقع قاعدة بيانات كرة القدم.إي يو (الإنجليزية)
- سراج الدين الشيحي على موقع ناشيونال فوتبول تيمز (الإنجليزية)
- سراج الدين الشيحي على موقع عالم كرة القدم.نت (الإنجليزية)